# Mann

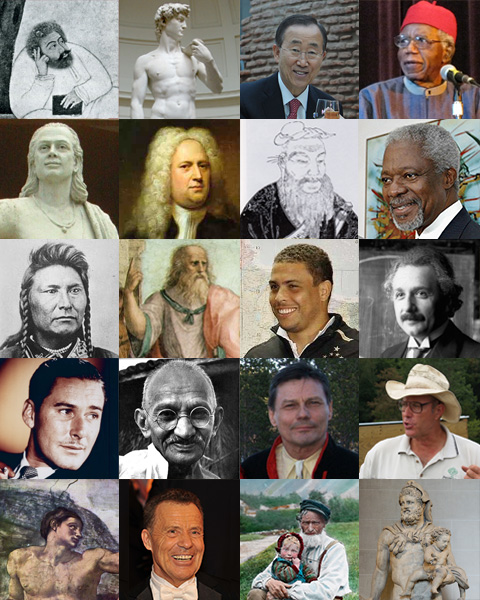
Zusammenstellung von 20 Männerporträts

Mann bezeichnet einen männlichen erwachsenen Menschen und bezieht sich auf das biologische Geschlecht, im modernen Sprachgebrauch auch auf die Geschlechtsidentität. Männliche Kinder und Jugendliche werden als Jungen bezeichnet (auch Knaben, Buben). Die höfliche Anrede für einen Mann lautet im Deutschen Herr, gefolgt vom Familiennamen des Angesprochenen; entsprechend wird in einigen Sportarten zwischen „Damen- und Herrensport“ unterschieden.
Die Entwicklung des biologischen Geschlechts ist genetisch bedingt durch ein Chromosomenpaar XY, wobei vor allem durch das Y-Chromosom sowie das männliche Sexualhormon Testosteron die Entwicklung männlicher primärer und sekundärer Geschlechtsmerkmale gesteuert wird. Männer produzieren Spermien, mit denen Eizellen befruchtet werden können. Sie sind im Gegensatz zu Frauen mit typischer genetischer Entwicklung in keiner Phase ihres Lebens in der Lage, schwanger zu werden. Zudem gibt es transgender Männer, deren Geschlechtsidentität von dem ihnen nach der Geburt bestimmten Geschlecht abweicht, sowie intergeschlechtliche Personen mit Geschlechtsmerkmalen, die nicht mit der geschlechtsordnenden Unterscheidung in „Mann“ oder „Frau“ übereinstimmen.
Aufgrund der grundlegenden Einflüsse der Geschlechtlichkeit auf die menschliche Gesellschaft ist die Bezeichnung Mann mit vielen weiteren, miteinander verknüpften und teilweise sehr gefühlsbetonten Bedeutungen beladen (siehe auch Männlichkeit). Als Symbol für den Mann, das männliche Geschlecht und die Männlichkeit wird allgemein das Marssymbol ♂ verwendet (ein Schild mit Speer).

## Etymologie
Das gemeingerm. Wort mhd., ahd. man geht auf idg. manu- oder monu- „Mensch, Mann“ zurück. Welche Vorstellung dieser Benennung des Menschen zugrunde liegt, ist nicht sicher zu klären.

## Biologische und medizinische Merkmale

### Genetische Merkmale

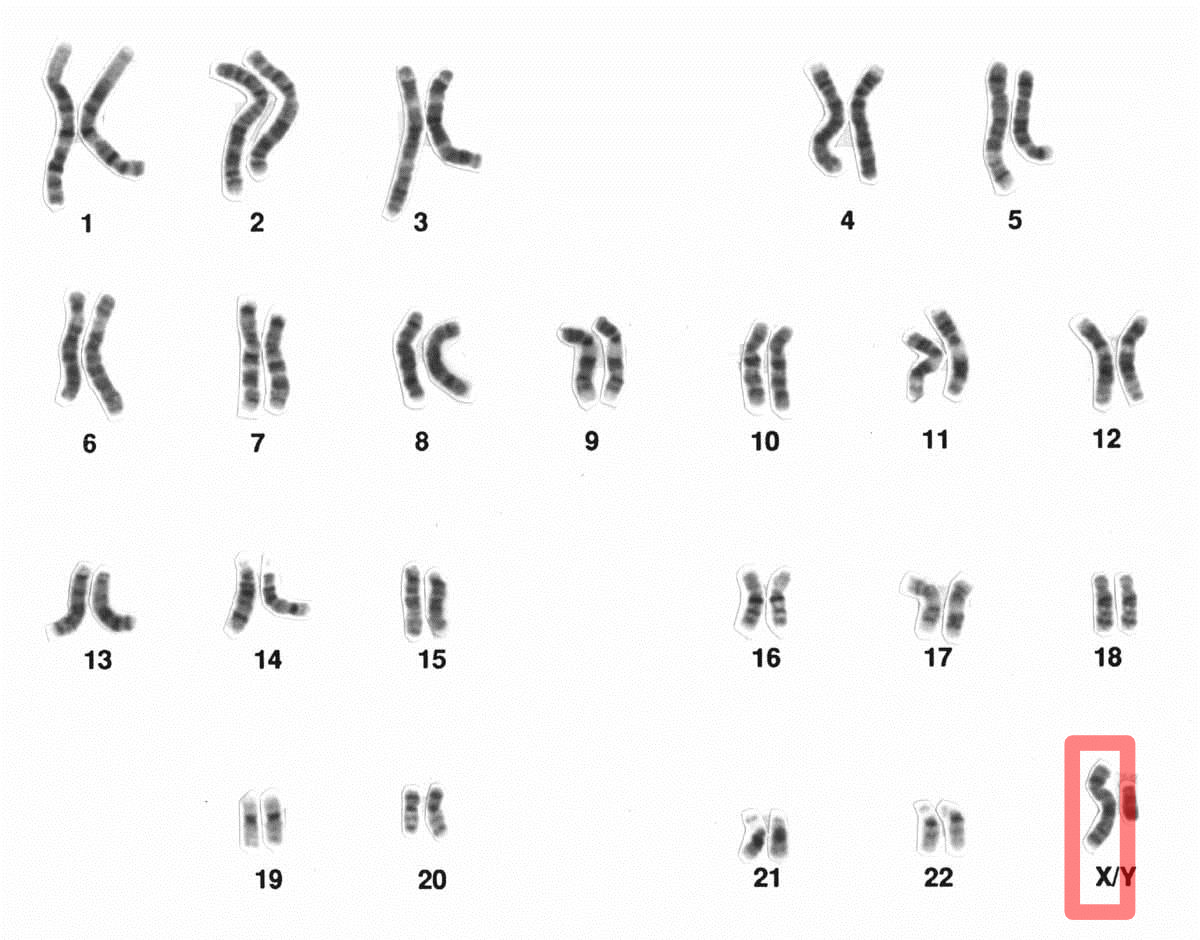
Karyogramm eines Mannes

Aus molekularbiologischer Sicht unterscheidet sich der Mann von der Frau durch das Chromosomenpaar XY (siehe jedoch auch XX-Mann) in den Geschlechtschromosomen (statt XX bei der Frau, siehe aber auch XY-Frau). Dieser Unterschied führt zu einem Geschlechtsdimorphismus. Durch das Zusammentreffen eines X-Chromosoms von mütterlicher Seite (Eizelle) und eines Y-Chromosoms von väterlicher Seite (Spermium) in der Zygote entsteht dieser in Bezug auf die Ausbildung der Geschlechtsorgane schon während der Embryonalentwicklung. Männer besitzen in ihrem Chromosomensatz also in der Regel je ein X- und das geschlechtsbestimmende Y-Chromosom. Letzteres enthält eine Region, die man Sex determining region of Y (SRY) nennt und die beim Mann für die embryonale Produktion des Hoden-determinierenden Faktors (TDF für englisch: Testis-determining factor), eines Proteins, verantwortlich ist. Wird TDF gebildet, kommt es zur Ausbildung männlicher Merkmale, fehlt es dagegen, bilden sich weibliche Merkmale.

### Morphologische und physiologische Merkmale

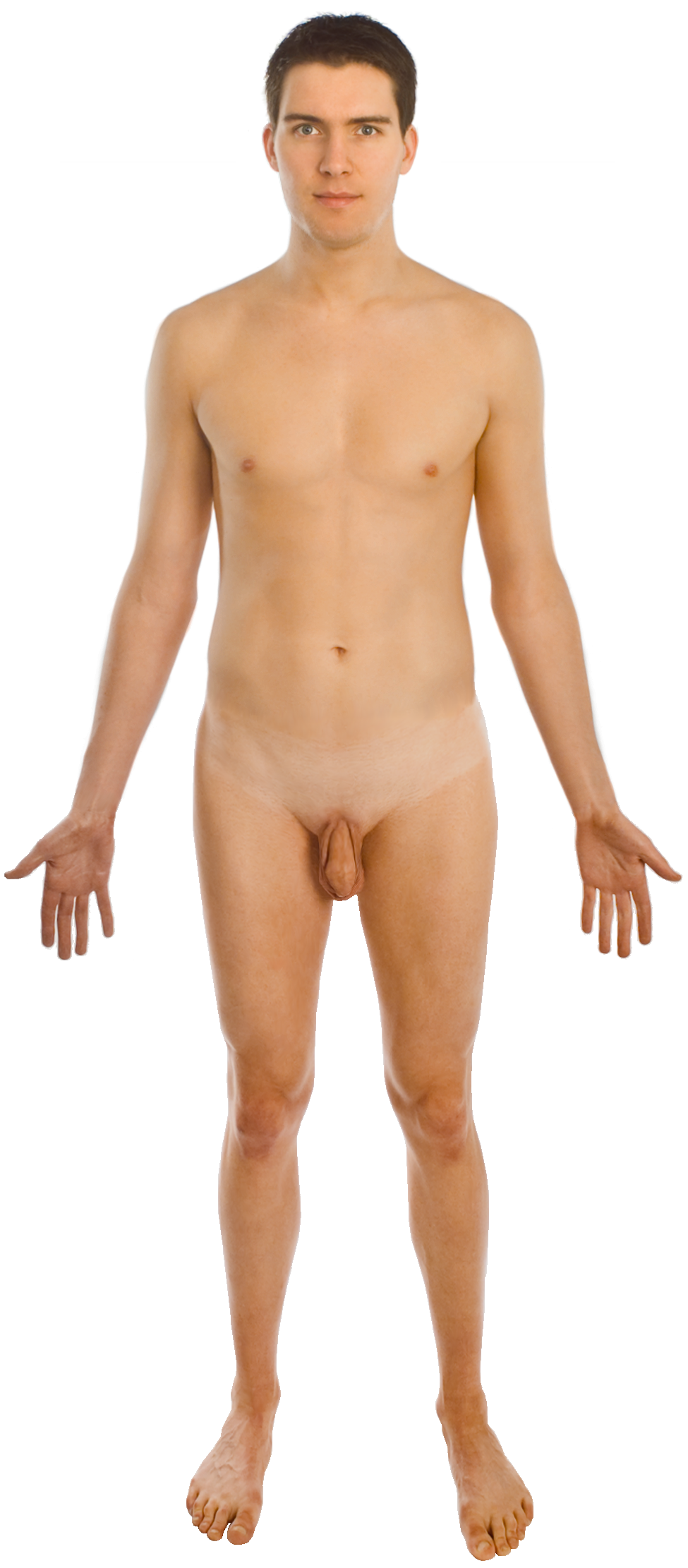
Ein rasierter, unbekleideter Mann in anatomischer Standardposition

Männer unterscheiden sich körperlich von Frauen durch die unterschiedlichen primären und sekundären Geschlechtsmerkmale. Der Bau der primären Geschlechtsmerkmale ist hauptsächlich durch die Funktion bei der Fortpflanzung bedingt. Dabei handelt es sich vor allem um
- das Vorhandensein männlicher Gonaden, der Hoden, in denen die männlichen Gameten, die Spermien, produziert werden.
- die Entwicklung der primären Geschlechtsmerkmale Penis und Skrotum beim menschlichen Embryo.

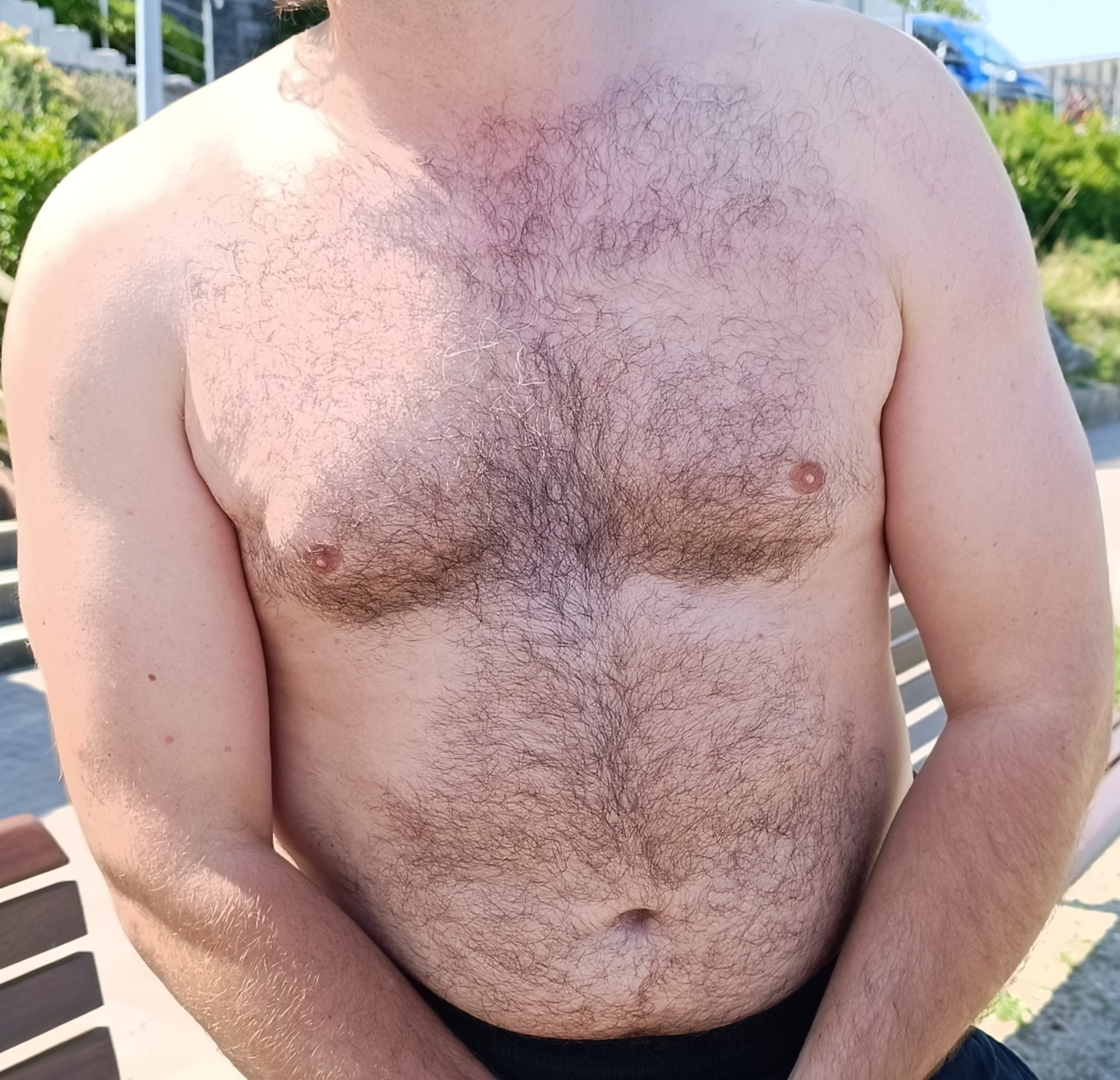
Männlicher Oberkörper mit ausgeprägter Körperbehaarung

- die Entwicklung von sekundären Geschlechtsmerkmalen während der Pubertät, wie Bartwuchs, tieferer Stimme als die Frau, breiteren Schultern, einem schmaleren Becken, einem geringeren Körperfett- und höherem Muskelanteil am Gesamtgewicht, einem höheren Wuchs sowie generell stärkerer Körperbehaarung, allesamt Folge eines höheren Spiegels des männlichen Geschlechtshormons Testosteron im Blut.

Zu fehlenden Geschlechtsmerkmalen und Mehrgeschlechtlichkeit siehe Intersexualität und Transgender.

### Skelett

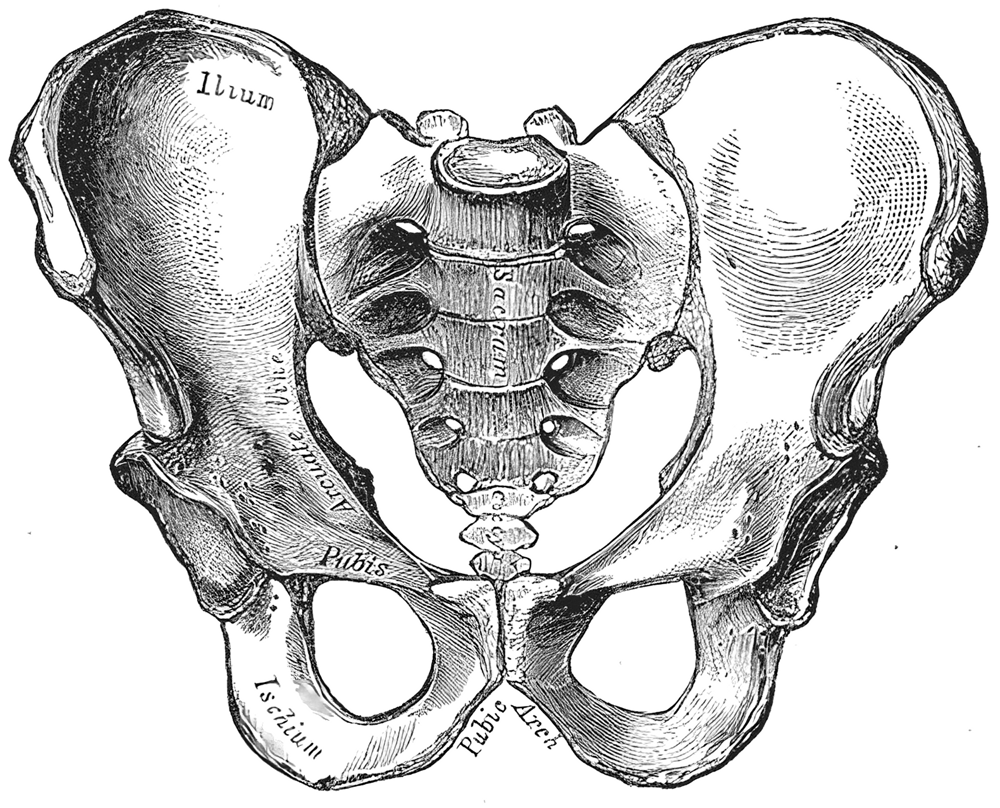
Männliches Becken

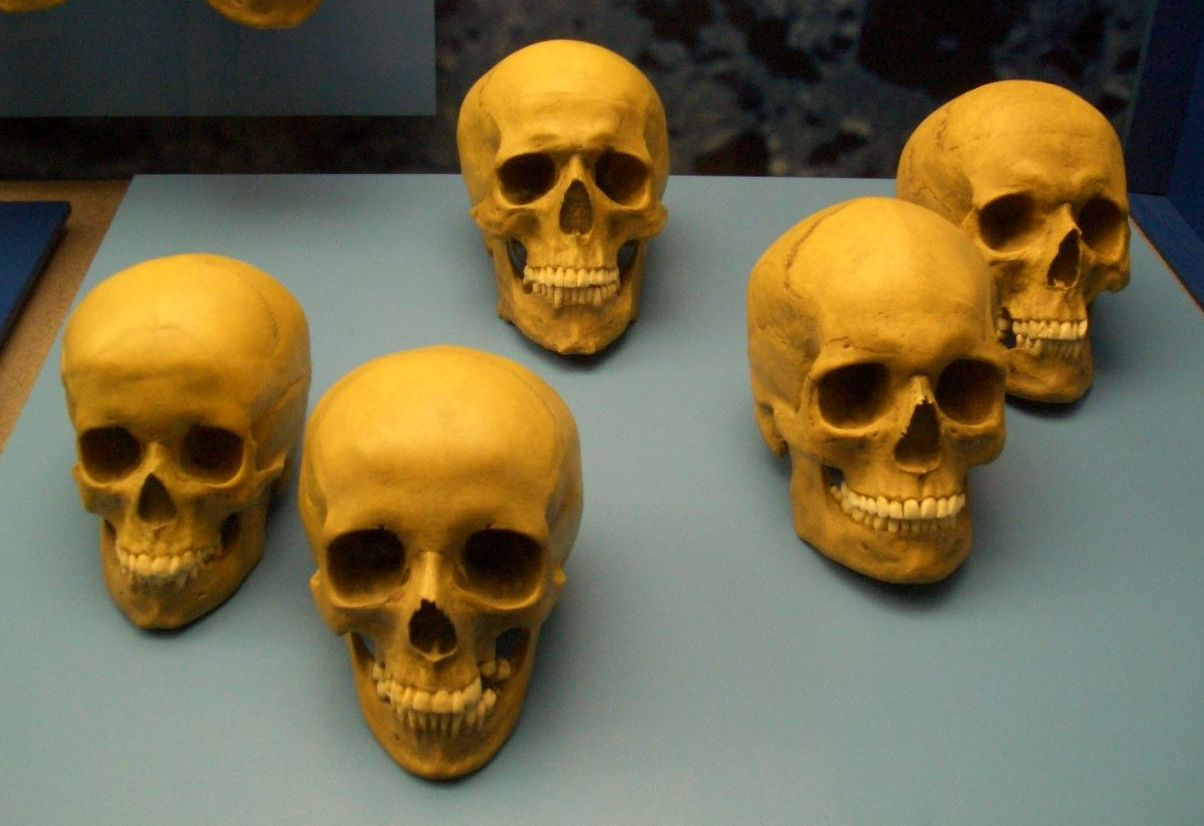
Links zwei Frauenschädel, rechts drei Männerschädel

Weibliche und männliche Becken unterscheiden sich. Das Hüftbeinloch hat bei Frauen eine ovale Form, und die Beckenschaufeln sind breiter. Das männliche Becken dagegen ist eher hoch, schmal und eng. Das wichtigste Merkmal zur Unterscheidung ist der Winkel der Schambeinfuge. Er ist beim weiblichen Becken größer als 90° und beim männlichen kleiner als 90°.
Ebenso unterscheiden sich die Schädelformen. Nur Männerschädel weisen über den Augen eine deutlich ausgeprägte Wulst auf.
Die Fingerproportionen von Männern und Frauen sind unterschiedlich. Bei den meisten Männern ist der Ringfinger länger als ihr Zeigefinger. Bei Frauen ist hingegen der Zeigefinger länger als der Ringfinger oder zumindest gleich lang. Eine gängige Hypothese sieht die Ursache für das unterschiedliche Fingerlängenverhältnis im Testosteronspiegel im Mutterleib.

### Männerhaut
Das Erscheinungsbild der männlichen Haut (fettiger und großporiger als weibliche Haut) wird vorwiegend durch hormonell bedingte Hautunterschiede beeinflusst, z. B. durch die Hautdicke und die erhöhte Talgdrüsensekretion.
Die dickere männliche Haut hat ein höheres Wasserbindungsvermögen, was die Haut gespannter und fester aussehen lässt. Die erhöhte Talgproduktion ist verantwortlich für eine ausreichende Menge an Feuchtigkeit in der Haut und für die Zusammensetzung des sogenannten Hydrolipidfilms. Dieser Film regelt den Wassergehalt der tiefer liegenden Schichten, hemmt die Austrocknung und gibt der Haut ein glattes, geschmeidiges Aussehen.
Zudem hat Männerhaut eine geringere Neigung zur Faltenbildung. Falten zeigen sich beim Mann meist später als bei Frauen und auch nicht als kleine Knitterfältchen, sondern mehr als tiefe („markante“) Falten.
Infolge der erhöhten Talgproduktion kann es vor allem bei jungen Männern öfter zu Mitessern und Akne kommen. Diese entstehen, wenn sich der Talg zusammen mit abgestorbenen Hautzellen an den Poren festsetzt. Eine Reizung der Mitesser führt zur Ansiedlung von Keimen und entzündlichen Pickeln.

### Andrologie
Die Fachrichtung der Medizin, die sich mit den Erkrankungen des Mannes befasst, heißt Andrologie. Allgemein können Männer von den gleichen Krankheiten befallen werden wie Frauen, es existieren jedoch auch einige geschlechtsspezifische Erkrankungen; für einige weitere Erkrankungen zeigen Frauen und Männer deutlich unterschiedliche Krankheitsverteilungen (etwa für die Rot-Grün-Sehschwäche und andere X-chromosomale Erbkrankheiten).

## Unterschiede zwischen Männern und Jungen

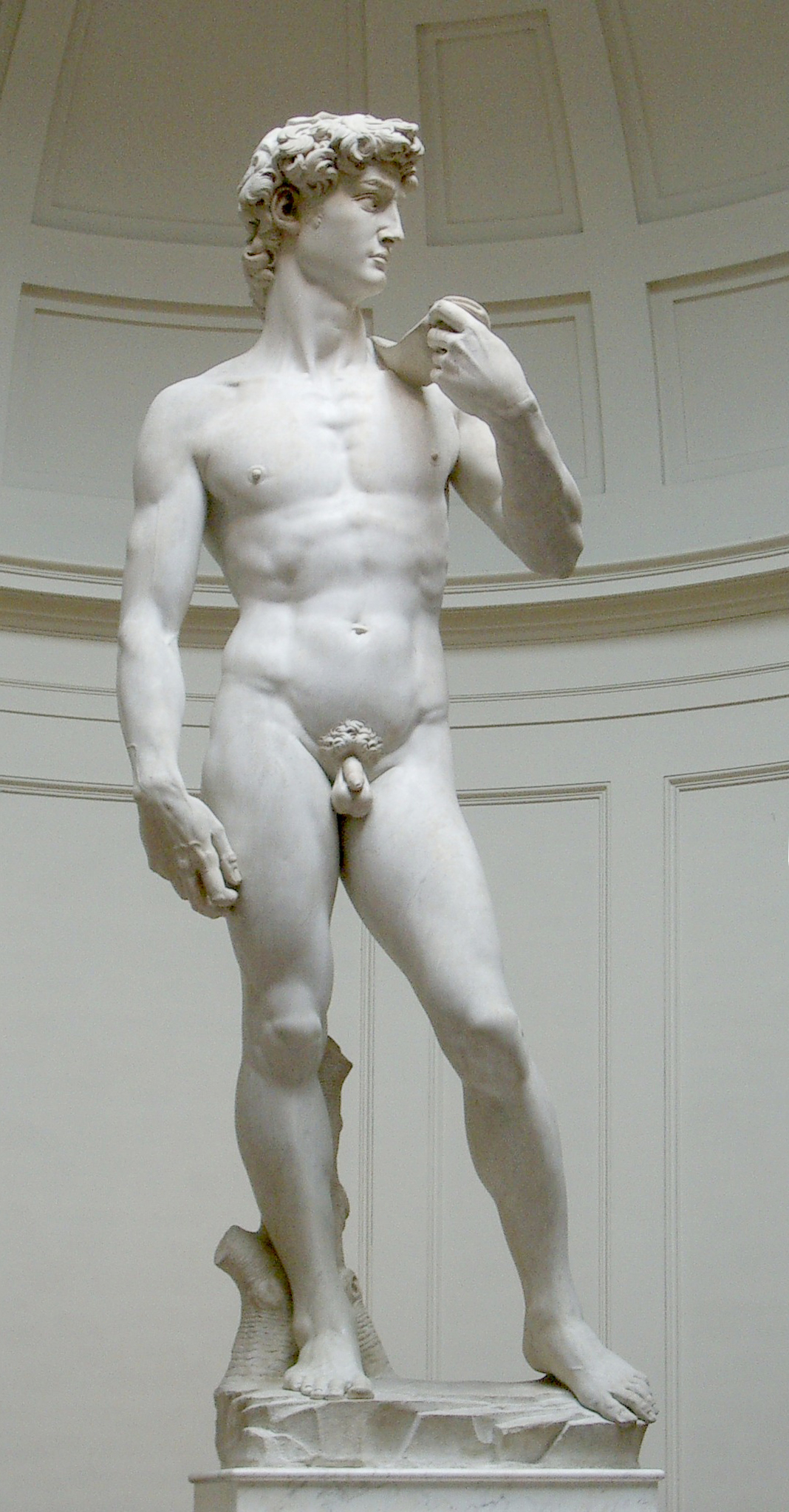
Idealbild eines Mannes (David von Michelangelo, nach Vorbildern der Antike)

Im Deutschen wird als Junge (in Österreich, Bayern und der Deutschschweiz: Bub; veraltet auch: Knabe) übergreifend – wenn auch nicht sehr strikt darauf beschränkt – eine männliche Person vor dem Erreichen der Volljährigkeit bezeichnet. In den meisten Gesellschaften wird das Überschreiten der Grenze vom Jungen zum Mann (häufig gleichgesetzt mit der Geschlechtsreife) als wichtiger Schritt im Leben eines männlichen Individuums angesehen und oft mit Initiationsriten unterschiedlichster Form zelebriert (als Beispiele sind hier etwa Beschneidungen oder Subinzision bei verschiedenen indigenen Völkern, die Firmung respektive Konfirmation in den christlichen Religionen, die Bar Mizwa im Judentum, die Jugendweihe bei den Freidenkern und in der DDR, aber auch einfach das Feiern des achtzehnten Geburtstages zu nennen), die jedoch in der „modernen“ westlichen Gesellschaft eher symbolischen Wert haben und in ihrer Funktion durch die Volljährigkeit ersetzt wurden. Mit Erreichen dieser Grenze werden den jungen Männern, ebenso wie den jungen Frauen, neue Rechte wie etwa die Heirats- und volle Geschäftsfähigkeit und Pflichten wie z. B. die Verantwortung für elterliches Haus und Hof verliehen.

## Der Mann in der Gesellschaft
Die Soziologie dokumentiert diverse Unterschiede (Geschlechterrollen) im Verhalten von Männern und Frauen in der menschlichen Gesellschaft sowie signifikante Unterschiede in den Rollenverteilungen (Männlichkeit, Weiblichkeit).
Die Bandbreite verschiedener Verhaltensweisen von Männern und Frauen ist sehr groß und oftmals nicht eindeutig oder nur unscharf zu belegen. Männern wird als Beispiel eine größere Durchsetzungskraft und höheres Wettbewerbs-, aber auch Aggressionspotential nachgesagt, was auf Testosteron zurückgeführt wird. Bei Frauen hingegen seien häufig die sozialen Fähigkeiten stärker ausgeprägt. In den westlichen Kulturen hatte der soziale Status des Mannes für Frauen höhere Bedeutung als umgekehrt, was jedoch in der Gegenwart nicht mehr allgemein gültig ist. Der Verhaltensforscher Karl Grammer formuliert: „Attraktivität wird für Status verkauft“.
Von der Annahme ausgehend, dass Natur nicht unabhängig von Kultur gedacht werden kann und dass Biologisches daher nur im Diskurs, also als Sozial-Kulturelles zu haben ist, zog die Philosophin Judith Butler in einflussreichen Beiträgen radikal in Zweifel, dass das (ausschließlich zweigeteilte) soziale Geschlecht (von Mann oder Frau) eine Widerspiegelung oder ursächliche Folge einer körperlich-organischen Ausstattung sei.

## Sprachgebrauch
Das Wort Mann findet sich in Wanders Deutschem Sprichwörter-Lexikon immerhin in knapp zweitausend Sprichwörtern (Band 3; Seiten 362–446), sieht man einmal davon ab, dass es weitere Sprichwörter mit Männchen und zusammengesetzten Wörtern (Männerwitz, Mannesbürde usw.) gibt. Gegenüber den Wörtern Bube und Mädchen ist diese Anzahl enorm höher; Frau gibt es knapp tausend Mal in Sprichwörtern bei Karl Friedrich Wilhelm Wander, Weib allerdings auch in 1434 Sprichwörtern (abgesehen von vielen weiteren mit Weib zusammengesetzten Wörtern). Gemäß dem Deutschen Wörterbuch der Brüder Grimm lautet der Plural im Mittelhochdeutschen noch auf "die Mann", nicht "die Männer". Es ist aber demnach nicht dieser Plural, der sich in auch aktuelleren Wendungen wie "Drei Mann in einem Boot", "Alle Mann von Bord" oder auch "Alle Mann an Deck" wiederfindet, sondern ein Singular, dazu bestimmt, den Einzelnen innerhalb der Gesamtzahl hervorzuheben.

## Symbolisches

Das Marssymbol für das männliche Geschlecht

Das Symbol für einen Mann ist ♂, das Marssymbol. Männliche Säuglinge werden seit dem ersten Drittel des 20. Jahrhunderts in westlichen Kulturen oft mit der Farbe Blau in Verbindung gebracht, im Gegensatz zu Rosa für weibliche Säuglinge.

## Aktionstage
- 1.–30. November: Movember (Schnurrbärte zum Sammeln von Spenden)
- 3. November: Weltmännertag (Welttag des Mannes)
- 19. November: Internationaler Männertag